# شهرك رسالت
شهرك رسالت (بالفارسية: شهرك رسالت) هي قرية في منطقة أفتاب الريفية في منطقة أفتاب في مقاطعة طهران ، محافظة طهران ، إيران .
في التعداد الوطني لعام 2006، بلغ عدد سكانها 10173 نسمة في 2429 أسرة.  أحصى التعداد التالي في عام 2011 10095 شخصًا في 2818 أسرة.  أظهر التعداد الأخير لعام 2016 أن عدد السكان يبلغ 8625 نسمة في 2627 أسرة. وكانت القرية الأكثر اكتظاظا بالسكان في منطقتها الريفية. ومن المشاهير الذين ولدوا أو عاشوا في هذا المكان، محمد باقري معتمد، نائب البطل الأولمبي في التايكوندو، وكذلك الممثل والملحن الإيراني جواد نظري.